# Hoël du Mans
Hoël (né vers 1045, † 1097) fut évêque du Mans de 1085 à 1097.

## Biographie
D'extraction modeste, il reçut son éducation de l'évêque Arnaud. On ne sait s'il fut doyen du chapitre cathédral ou clerc de Guillaume le Conquérant : mais c'est ce dernier, sur les conseils de Samson semble-t-il, qui le mit à la tête de l’évêché. À cette époque, Foulque le Réchin, comte d'Anjou, soutenait contre le choix de Guillaume Hélie de la Flèche dans ses prétentions sur le comté de Maine. Foulques, en emprisonnant Geoffroy le Barbu, empêcha l'archevêque Raoul de consacrer Hoël évêque : aussi ce dernier partit-il pour Rouen s'y faire introniser par l'archevêque Guillaume.
Hoël paracheva la construction de la cathédrale du Mans : chœur, transept, clocher, voûte et pavage du chancel. À la mort de Raoul Ier de Tours, on lui confia l’intérim de l'archevêché comme premier évêque suffragant.
À la suite d'un grand incendie au Mans, un adversaire du duc Guillaume, Hubert de Sainte-Suzanne, tenta de soulever la population contre son évêque. Guillaume de Normandie dépêcha une petite armée, qui cependant ne parvint jamais en trois ans à réduire le rebelle : il négocia avec Hubert ses conditions de vassalité. À la mort du duc Guillaume, le comté de Maine fut déchiré par la lutte de succession entre Guillaume le Roux et Robert Courteheuse, d'où ce dernier sortit vainqueur (1088). L'année suivante, Hélie de la Flèche, pour s'emparer du comté, prit l'évêque en otage mais dut finalement le libérer sous la pression des paroisses qui refusaient de reconnaître son autorité.
Pris à partie par Hugues de Mayenne, Hoël fit transférer le trésor de la cathédrale à Sablé-sur-Sarthe puis partit se réfugier en Angleterre. Au bout de quatre mois, ses envoyés ne parvenant pas à reprendre en main le diocèse du Mans, abandonné à un prêtre du diocèse nommé Hilgot, il se retira à l'abbaye de Solesmes. Mais le comte de Maine, voyant ses rentes entamées par les déprédations de sa troupe, sollicita le retour de l'évêque au Mans et exempta sa cathédrale, son clergé et les fiefs de la Chapelle-Saint-Aubin et Coulaines de toutes redevances, péages et coutumes ainsi que d'un certain droit appelé Diablagium (1089).
Rétabli dans son diocèse, Hoël leva l’excommunication contre Vivien Ragot (prononcée en 1090 pour ses vols envers l'abbaye Saint-Serge d'Angers) et fit rapporter le 17 octobre 1093 les reliques de Saint Julien dans une chapelle de la cathédrale. Il assista comme légat de l'archevêque de Lyon au concile d'Autun qui vit l'excommunication du roi Philippe (1094), ainsi qu'au concile de Plaisance (1095). Il accompagna le pape Urbain II dans son appel à la croisade, à Clermont et Tours.
Peu après, il sombra dans un état mélancolique et mourut le 29 juillet 1097. Il fut enterré dans le chapitre de l'abbaye Saint-Vincent, à gauche de la tombe de Vulgrin.